# Krajnja desnica
Krajnja, ekstremna ili radikalna desnica izrazi su kojima se označavaju politički pokreti, stranke i ideologije koje pripadaju desnici te ih karakterizira radikalno odbacivanje postojećeg političkog poretka odnosno svih ostalih političkih ideologija, pokreta i stranaka uključujući pluralizam, demokraciju i one koji pripadaju tzv. umjerenoj desnici.
U ekstremnu desnicu se obično smještaju različite ideologije i političke prakse kao što su monarhizam, katehontizam, desni konzervatizam, reakcija, kontrarevolucija, konzervativna revolucija, fašizam, nacional-socijalizam, diversizam, neofašizam, neonacizam, nova desnica, militantni nacionalizam, rasizam i vjerski fundamentalizam.